# Kabinett Lutz
Das Kabinett Lutz unter Vorsitz von Johann von Lutz bildete vom 4. März 1880 an die von König Ludwig II. berufene Landesregierung des Königreiches Bayern. Lutz war maßgeblich am Sturz König Ludwigs II. beteiligt, er beauftragte im März 1886 Obermedizinalrat Bernhard von Gudden, ein Gutachten über Ludwigs Geisteszustand zu erstellen. Lutz blieb auch unter Prinzregent Luitpold von Bayern Vorsitzender im Ministerrat bis zu seinem Tod am 3. September 1890.
| Amt                                                                        | Name                                                            |
| -------------------------------------------------------------------------- | --------------------------------------------------------------- |
| Vorsitzender im Ministerrat, Inneres für Kirchen- und Schulangelegenheiten | Johann von Lutz                                                 |
| Inneres                                                                    | Sigmund von Pfeufer, ab 30. Juni 1881 Maximilian von Feilitzsch |
| Äußeres                                                                    | Friedrich Krafft von Crailsheim                                 |
| Justiz                                                                     | Johann Nepomuk von Fäustle                                      |
| Finanzen                                                                   | Emil von Riedel                                                 |
| Krieg                                                                      | Joseph von Maillinger, ab 1. Mai 1885 Adolf von Heinleth        |